# Adventní hebrejský kalendář

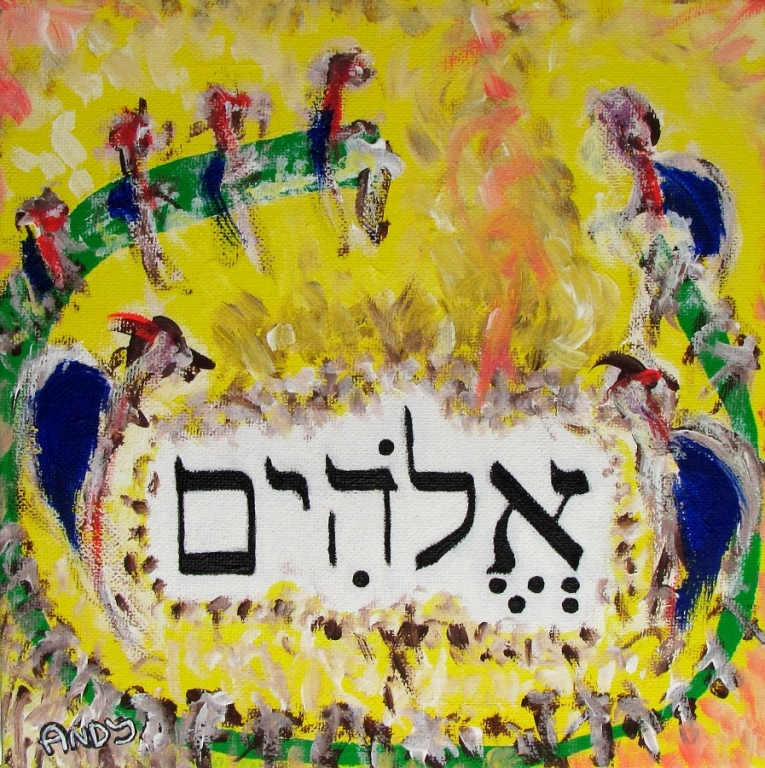
Obraz s názvem Elohim, neboli Boží jméno, ze série Adventní hebrejský kalendář. Andy Loos, rodák z podhůří Orlických hor, vytvořil 22 tematických obrazů, kterým vyznává úctu z pozice křesťana vůči židovství, v roce 2010.

Adventní hebrejský kalendář je soubor 22 obrazů českého malíře a kandidáta jáhenství Andyho Loose. Série obrazů, kterou autor vytvořil v roce 2010, obsahuje písmena a slova hebrejské abecedy. Smyslem díla je podle Andyho Loose vyjádření respektu k židovství z pohledu křesťana. V roce 2020 vyšel soubor obrazů pod názvem Adventní Hebrejský kalendář ve vlastní edici na poštovních známkách České pošty.